# Iryna Farion

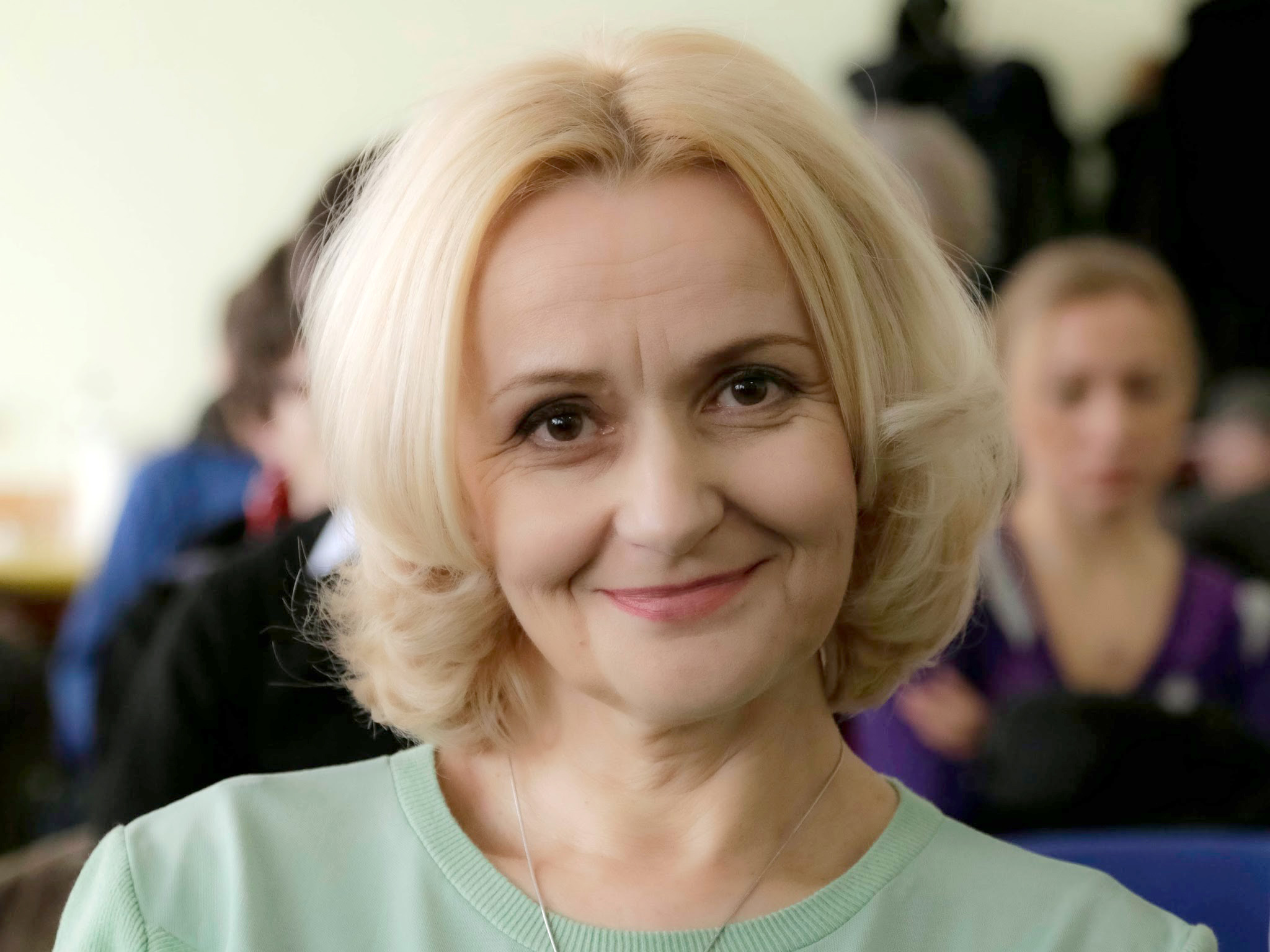
Iryna Farion (2015)

Iryna Dmytriwna Farion (ukrainisch Ірина Дмитрівна Фаріон; * 29. April 1964 in Lwiw; † 19. Juli 2024 ebenda) war eine ukrainische Philologin und nationalistische Politikerin (Swoboda). Von 2012 bis 2014 war sie Abgeordnete des Nationalparlaments Werchowna Rada. Am 19. Juli 2024 starb sie durch einen Mordanschlag.

## Biografie
Laut Dokumenten, die im November 2013 in den Archiven des Regionalrats der Oblast Lwiw gefunden wurden, war Farion ab September 1978 Mitglied des Komsomol und ab März 1987 Mitglied der KPdSU. Farion selbst bestritt die Mitgliedschaft in dieser Partei mehrfach. 1987 schloss sie ihr Philologie-Studium an der Nationalen Iwan-Franko-Universität Lwiw ab. Sie arbeitete bis 1996 als Laborantin am Institut für allgemeine Sprachwissenschaft in Lwiw. Ab 1996 war sie Assistenzprofessorin  für ukrainische Sprache an der Nationalen Polytechnischen Universität Lwiw.
Ab 2005 war sie Mitglied der rechtsradikalen Partei Allukrainische Vereinigung „Swoboda“. Von 2006 bis 2012 war sie Mitglied des Regionalrats der Oblast Lwiw. Bei der Parlamentswahl in der Ukraine 2012 wurde sie als Abgeordnete in die Werchowna Rada gewählt und dort zur Leiterin des parlamentarischen Subkomitees für höhere Bildung ernannt. Sie hatte dieses Amt bis zur Parlamentswahl in der Ukraine 2014 inne.
Im November 2023 meldete der auf der von Russland annektierten Krim lebende pro-russische Blogger Alexander Talipow auf seinem Telegram-Kanal, dass Farion auf ihrem Telegram-Kanal einen Screenshot eines an sie gerichteten Fanbriefs eines auf der Krim lebenden ukrainischen Studenten veröffentlicht habe. Darauf waren dessen vollständiger Name, sein Wohnort und der Name der Fakultät, die er besuchte, zu sehen. Talipow veröffentlichte außerdem ein Bild des Studentenausweises des Ukrainers und ein Video, in dem er vom FSB verhört wurde. Es ist nicht bekannt, ob er direkt nach Farions Veröffentlichung verhaftet wurde. Tamila Taschewa, die Vertreterin des ukrainischen Präsidenten in der Autonomen Republik Krim, kündigte rechtliche Schritte gegen Farion an. Farion bestritt die Schuld an der Verhaftung des Studenten, da sie laut ihrer eigenen Aussage keine Möglichkeit habe, zu wissen, woher die Menschen kommen, die ihr Briefe schicken.

### Mordanschlag und Tod
Am Abend des 19. Juli 2024 wurde auf Iryna Farion ein Mordanschlag verübt. Auf dem Weg nach Hause wurde sie von einem Unbekannten überrascht, aus nächster Nähe in die Schläfe geschossen. Kurz danach wurde sie in einem „kritischen Zustand“ ins Krankenhaus eingeliefert, wo sie trotz der dort erfolgten Behandlung starb.
Farions Leichnam wurde am 22. Juli 2024 nach einem Requiem in der griechisch-katholischen Garnisonkirche St. Peter-und-Paul auf dem Lytschakywskyj-Friedhof in Lwiw beigesetzt. Dem von Soldaten getragenen Sarg folgten tausende Menschen in einem Trauerzug.
Ende Juli 2024 nahm die Polizei einen 18-jährigen Mann aus der südostukrainischen Großstadt Dnipro als Tatverdächtigen fest, der unter anderem drei Wohnungen in Lviv (Lemberg) angemietet haben soll.  Der stellvertretender Leiter der Nationalpolizei der Ukraine, Andrii Niebytov, sagte, dass der Verdächtige eine „absolut proukrainische Person“ sei. Und führte aus: „Sein Vater kämpft in einer Brigade. Er liebt die Ukraine und glaubt, das Richtige getan zu haben. Er glaubt, die ukrainische Gesellschaft sollte nicht gespalten werden. Er hatte seine eigenen Motive.“

## Ansichten

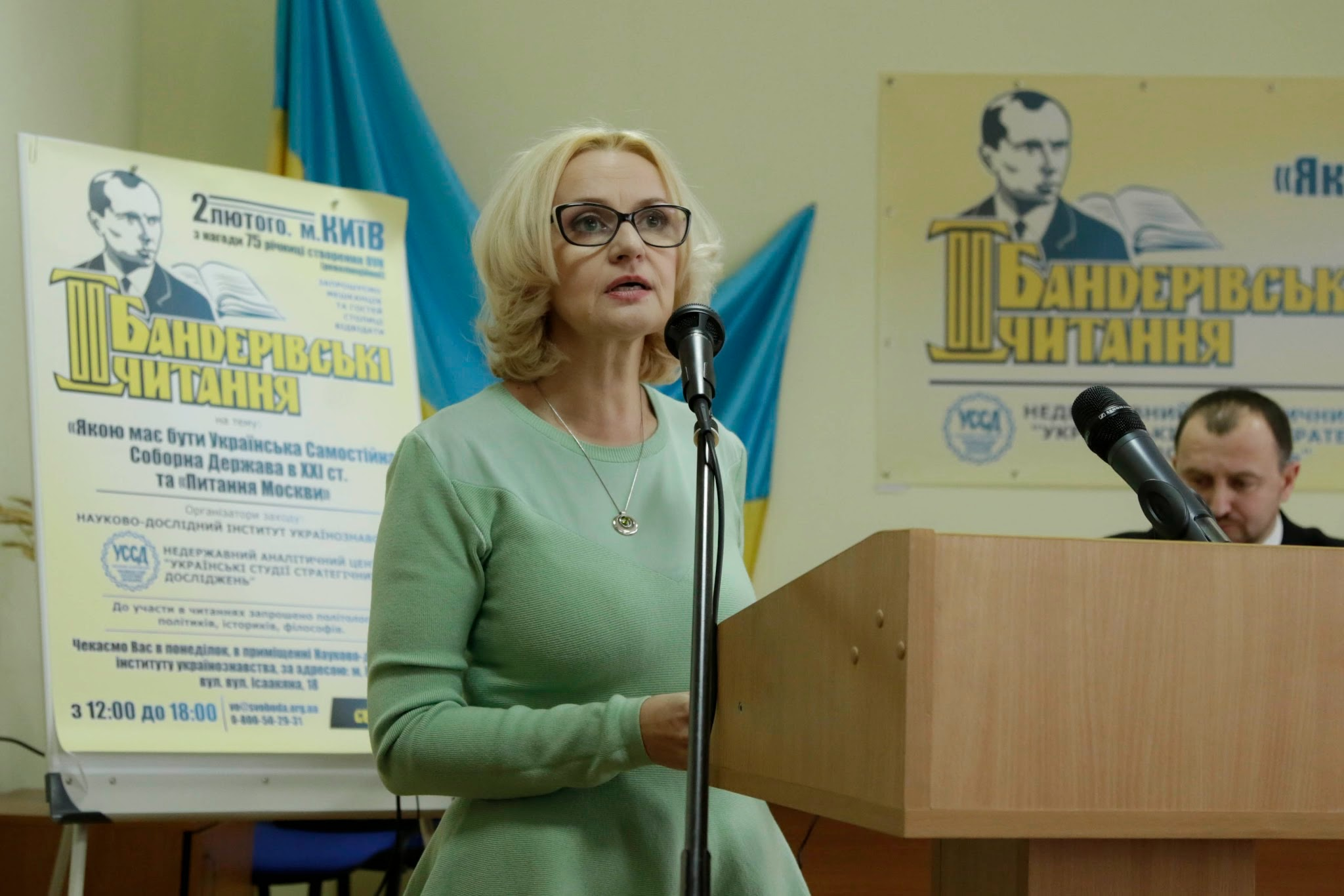
Iryna Farion bei den Bandera-Lesungen (Бандерівські читання), 2015

Farion setzte sich für den Erhalt der ukrainischen Sprache als einzige Amtssprache des Landes ein. Am 15. Februar 2010 warf sie dem neu gewählten Präsidenten Wiktor Janukowytsch in einem offenen Brief vor, Angriffe auf die ukrainische Sprache, die ihrer Meinung nach ein entscheidendes Merkmal der Nation ist, zu führen, und warnte ihn vor seiner „bilingualen, Moskau dienenden“ Politik. Im selben Monat machte sie landesweit Schlagzeilen, als sie am Tag der Muttersprache in einem Kindergarten in Lwiw einen Vortrag vor Kindern und ihren Eltern hielt. Dabei kritisierte sie die Verwendung russischer Varianten von Kosenamen für Kinder und empfahl Kindern, die sich selbst mit einem russischen Namen benennen, nach Russland umzuziehen („Soll die Mascha dahin fahren, wo die Maschas leben“). Dieser Vorfall löste bei Eltern, Psychologen und Politikern Empörung aus. Einige Eltern zeigten Farion dafür vor Gericht an. Im Juni 2010 schlug Farion ein Gesetz vor, das erlauben sollte, alle Bewohner der Ukraine, die sich weigern, die ukrainische Sprache zu lernen, strafrechtlich belangen zu können. Außerdem bezeichnete sie Russisch als die „Sprache der Besetzer“ und bezeichnete die 14 % der ukrainischen Bevölkerung, die Russisch als ihre Muttersprache angeben, als „Degenerierte“, die „gerettet“ werden müssen. Sie forderte, „dass diese fünf Millionen Menschen, die sich als Ukrainer ausgeben, aber unsere Sprache nicht sprechen, für sechs Monate ins Gefängnis [zu] schicken“ seien.
Farion hielt Homosexualität für eine Krankheit, die geheilt werden müsse; betroffene Personen sollten sich einer Therapie unterziehen, sagte sie im Mai 2013.
Nach dem Mord an Oles Busyna im Jahr 2015 nannte sie ihn „Degenerierter“ und „Teufelsmissgeburt“.
Am 20. Dezember 2016 bedankte sie sich öffentlich auf ihrer Facebookseite beim Mörder des russischen Diplomaten Andrei Karlow.

Im Jahr 2020 kritisierte Iryna Farion den ehemaligen ukrainischen Übergangspräsidenten Oleksandr Turtschynow scharf: 
„Prinzipien haben nichts mit Prinzipienlosigkeit zu tun. Loyale Menschen mit Verrätern. Anständige Leute mit gemeinen. Nationalisten mit Fäulnis. Geh zur Hölle, Pastor, zusammen mit deinem Poroschenko.“
Im Jahr 2023 bezeichnete Farion die Belagerung von Mariupol „Karma“ für die Bewohner der Stadt.

## Privates
Farion war mit Ostap Romanowitsch Semtschischin (Остап Романович Семчишин) verheiratet und hatte eine Tochter.